# Чеповецкий, Дмитрий
Дмитрий Чеповецкий (англ. Dmitry Chepovetsky, род. 1970, Львов, УССР) — канадский актёр.

## Биография
Родился в 1970 году во Львове в еврейской семье. В возрасте 6 лет с семьёй отправился в Израиль. По дороге 8 месяцев семья находилась в Италии в ожидании визы на выезд и приняла решение перебраться в Канаду к родственникам.
В 14 лет впервые сыграл в школьном мюзикле. Поступил в Торонтский университет в Торонто, но спустя 3 недели покинул университет и начал играть в театрах. Снимается к кино и сериалах.

## Фильмография
- 2018 — Профессионал — Иван
- 2011 — Миссия невыполнима: Протокол Фантом — русский подписант
- 2010 — Расследование Мёрдока — Никола Тесла
- 2009 — Руслан — Степан Абрамов
- 2008 — Расследования Мердока
- 2008 — Формула ребёнка — Ларри
- 2007 — Мёртвая тишина — Ричард Уолкер
- 2006 — Человек года — Экхарт
- 2006 — Счастливое число Слевина — второй телохранитель
- 2004 — Регенезис — Боб Мельников
- 2004 — Последний удар — доктор
- 2003 — Проект «Ельцин» — гвардеец
- 2002 — Мастер-шпион: История Роберта Ханссена — Фателов
- 2002 — Сью Томас: Глаз ФБР — Сергей
- 2002 — К-19 — Сергей
- 2002 — Выбранная семья — Эвин
- 2002 — Тёмные воды — Спенсер
- 2001 — Безопасность вещей — бармен
- 2001 — Фамильный чужак — Роб Дьюзак
- 2001 — Тихая гавань
- 2001 — Полицейские истории: Жизнь без страховки — Грем Кудмор
- 2000 — Недотёпы — доктор Уэлби
- 2000 — Золушка: Снова в одиночестве — Плохой Принц
- 2000 — Миссия на Марс — техник
- 2000 — Выше земли — Джефф
- 1999 — Атомный поезд
- 1999 — Чудеса.com — Деррик Ларч
- 1998 — Тайна нераскрытых преступлений
- 1998 — Сохранение благодати — Этон
- 1998 — Космическая катастрофа — контроллёр Кайсата
- 1998 — Я буду дома к рождеству — ангел
- 1998 — Сеть — Кэл Хамильтон
- 1998 — Секретные материалы — Supervisor (сезон 5, серия 19 — «Обоюдное сумасшествие»)
- 1997 — Звёздные врата: SG-1 — подводник Борис (серия «Small Victories»); русский солдат (серия «Full Alert»)
- 1996 — Часовой — Рик Фелдман
- 1996 — Сладкие сны — Бен
- 1996 — Секретные материалы — Government Man #1 (сезон 3, серия 16 — «Апокриф»)
- 1995 — Странное везение — менеджер
- 1995 — Секретные материалы — лейтенант Ричард Харпер (сезон 2, серия 19 — «Точка спокойствия»)